# 金五郎
金五郞（1944年4月5日—1979年12月13日）是韩国陸軍少校。他在雙十二政變中被一心會叛軍杀害殉职。 2014年1月，韩国政府追授他保国勋章。
金五郎畢業自金海農業高等學校，1965年至1969年間就獨自韓國陸軍官校25期。任官後，擔任第2步兵師搜索隊排長，隨猛虎部隊參與越南戰爭，1974年返韓後，於陸軍特戰司令部第3空降特戰旅麾下先後擔任連長、作戰官、情報官，於陸軍大學進修畢業後又擔任特戰司第5空降特戰旅連長。1979年，擔任特戰司令官鄭柄宙少將的秘書室擔任少校室長，期間遭遇雙十二政變，被前往特戰司逮捕鄭司令的新軍部政變部隊射殺。1980年2月安葬於國立墓地。1990年在其遺孀白榮玉奔走爭取之下，得以追授中校軍階。 

## 影視作品
- 《首尔之春》，丁海寅飾演吳鎮浩（原型為金五郎）